# Antony Acland
Pour les articles homonymes, voir Acland.
Antony Arthur Acland, né le 12 mars 1930 et mort le 8 septembre 2021, est un diplomate britannique. 

## Biographie
Fils de Peter et Bridget Acland Susan Barnett, il fait ses études à Eton College et Christ Church, Oxford, obtenant une maîtrise en 1956.
De 1975 à 1977, il est ambassadeur du Royaume-Uni au Luxembourg. De 1982 à 1986, il occupe ensuite la fonction de fonction de sous-secrétaire permanent au bureau des Affaires étrangères et du Commonwealth, c'est-à-dire chef du service diplomatique britannique. Il est ambassadeur à Washington D.C. (États-Unis) les cinq années suivantes. Il quitte son poste d'ambassadeur pour devenir prévôt du Eton College en 1991. Il prend finalement sa retraite en 2000.
Il est reçu dans l'ordre de la Jarretière en 2001.